# Mercedes-Benz Classe M (Type 164)
Le Mercedes-Benz W 164, vendu sous le nom de Mercedes-Benz Classe M, a succédé au Mercedes-Benz W 163. Ses dimensions en longueur et largeur sont revues à la hausse Il est produit de 2005 à 2011.
Il a été présenté au Salon international de l'automobile d'Amérique du Nord début 2005 et il partage sa base technique avec le Classe R (Type 251) et le Mercedes-Benz GL. Avec le W 164, Mercedes a introduit quelques innovations dans le Classe M; le cadre en échelle du modèle précédent a été remplacé par une carrosserie autoportante, ce qui a amélioré la sécurité passive. Alors que le modèle précédent disposait de série d'une transmission tout-terrain, celle-ci n'était pas incluse dans l'équipement standard du successeur, car la majorité des véhicules sont de toute façon presque exclusivement utilisés sur route. De nouveaux moteurs apparaissent également (sauf pour le moteur V8). La production du W 164 a pris fin en juillet 2011. Le successeur est le Mercedes-Benz W 166.

## Équipements

### Finition tout-terrain
Une finition spéciale tout-terrain était proposée moyennant un supplément, qui comprenait l'équipement suivant :
- Un différentiel central et un différentiel à blocage d'essieu arrière avec verrouillage à 100%
- Une transmission de vitesse avec la possibilité d'engager la marche arrière pendant la conduite en position basse (Shift-on-the-Move)
- Un pare-buffle
- Une boussole
- Un mode manuel pour la transmission automatique
- Une plage de réglage en cinq étapes pour la suspension pneumatique disponible en option. Trois paramètres peuvent être sélectionnés librement.

### Finition sport AMG
Comme pour presque tous les autres modèles, il y avait aussi une finition sport pour le Classe M. Cela comprenait : un tablier avant AMG, des marchepieds, un tablier arrière AMG, des jantes AMG de 21 pouces en alliage léger à cinq rayons en taille 265/40 R21 et des sorties d'échappement AMG ovales.

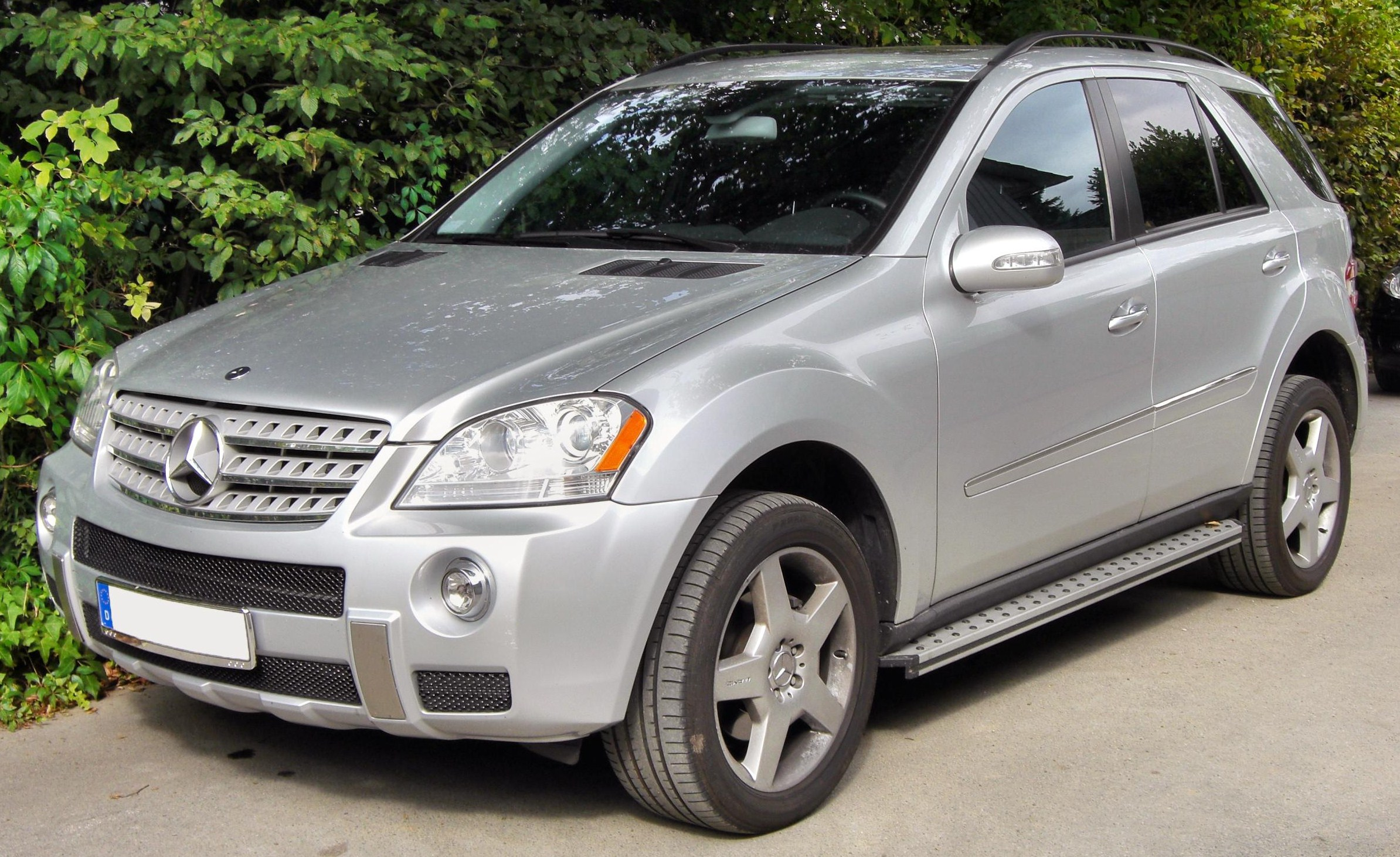
Modèle avec finition sport AMG (2005–2008)
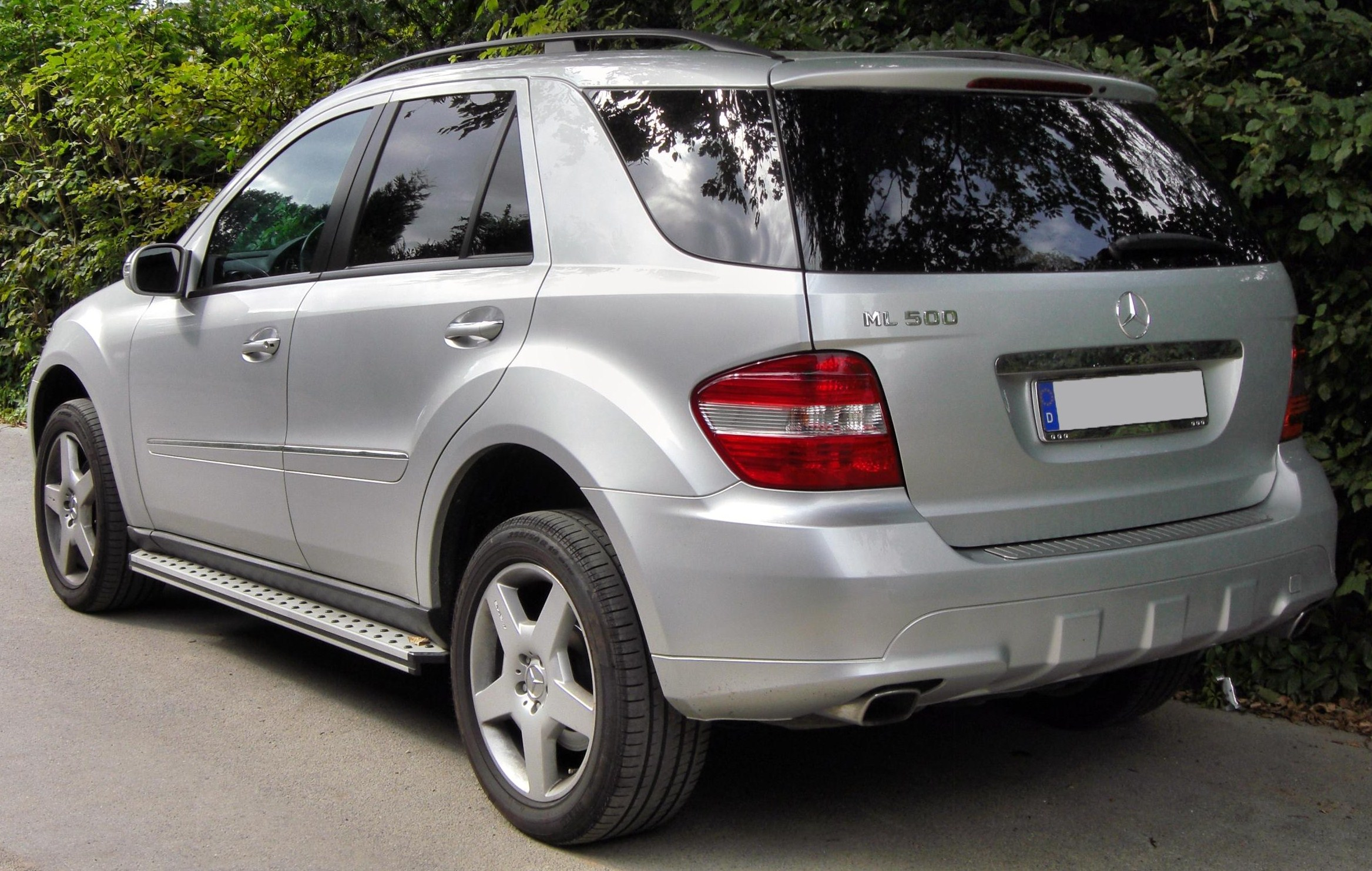
Vue arrière
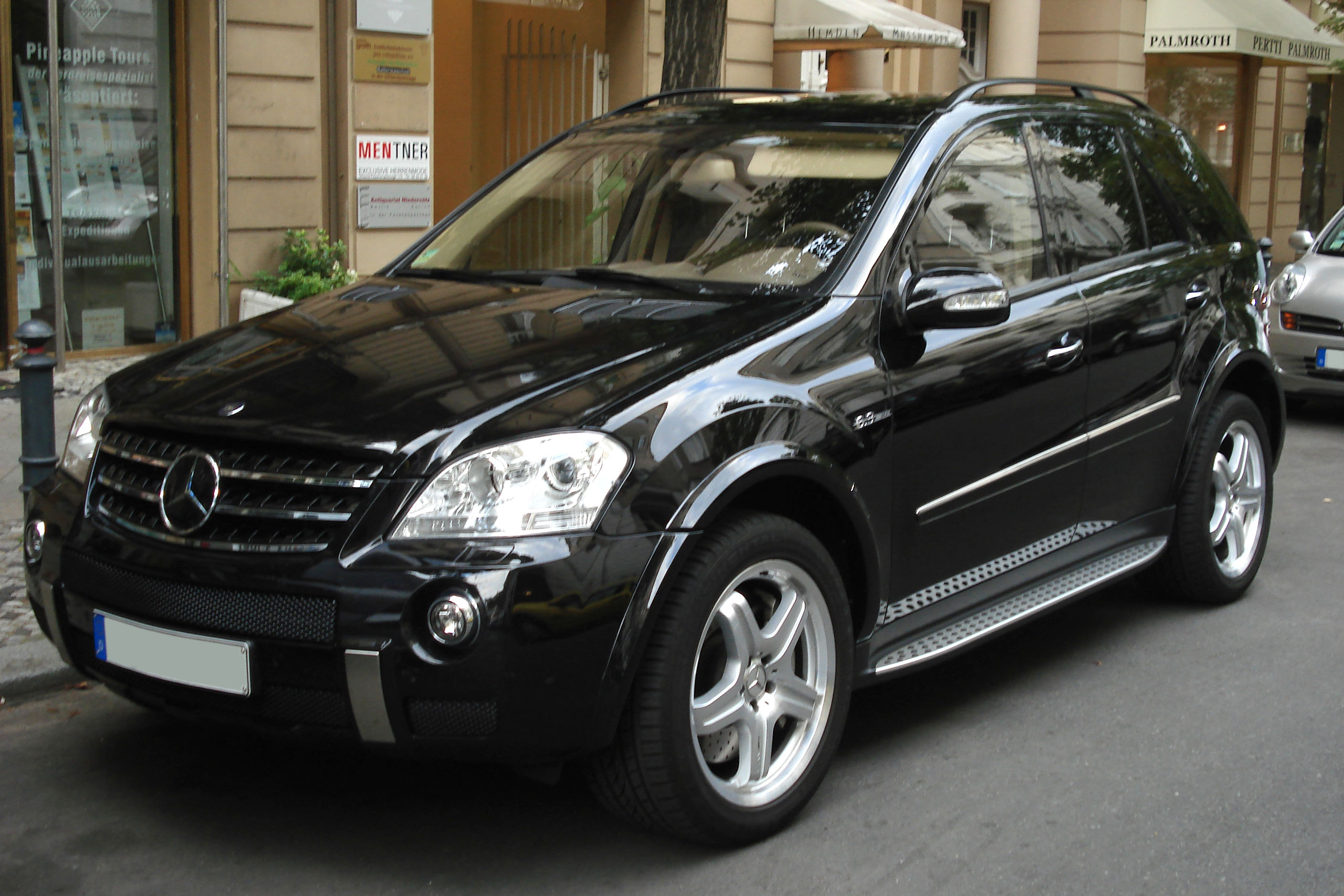
Le ML 63 AMG, modèle haut de gamme (2005–2008)
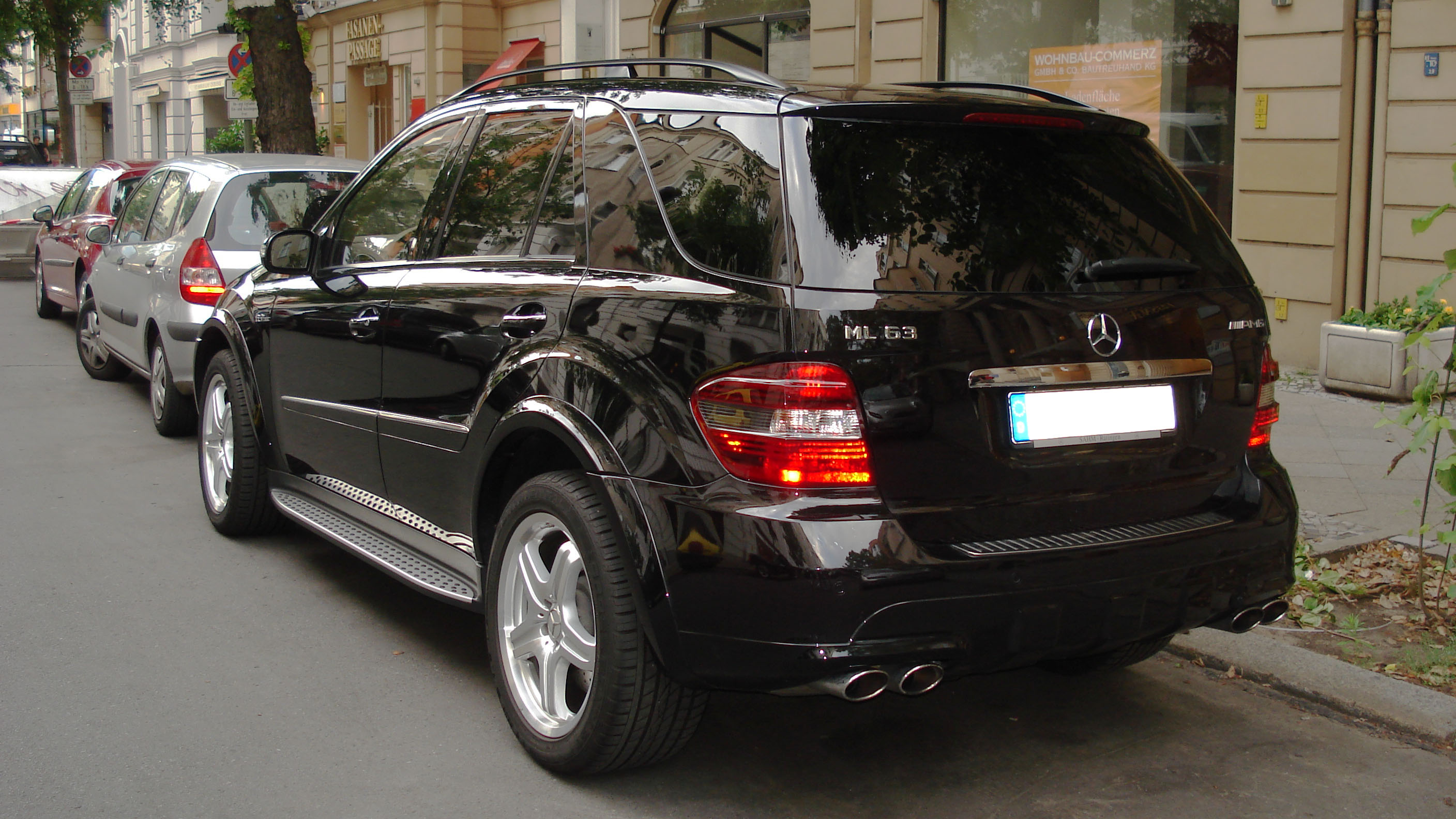
Vue arrière

### Modèle spécial Edition 10
Entre fin 2007 et mi-2008, il y avait un modèle spécial appelé Edition 10. Ce nom indiquait le dixième anniversaire du Classe M. Le SUV anniversaire offrait, entre autres, des roues de 20 pouces, des phares bi-xénon et des applications de brillance en titane. L'intérieur a est équipé de cuir bicolore, d'une instrumentation sport et de pédales en acier inoxydable.

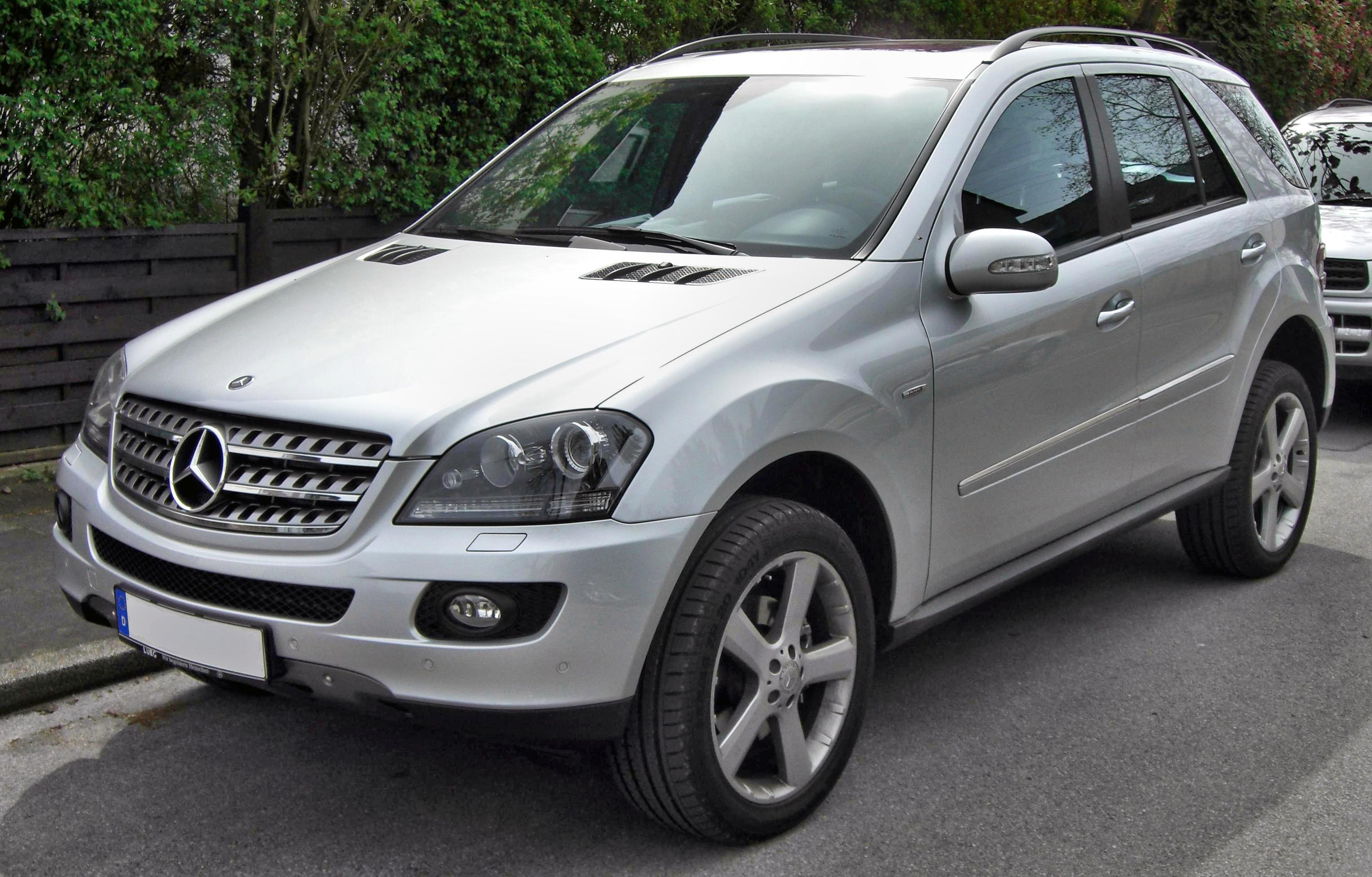
Edition 10 (2007–2008)
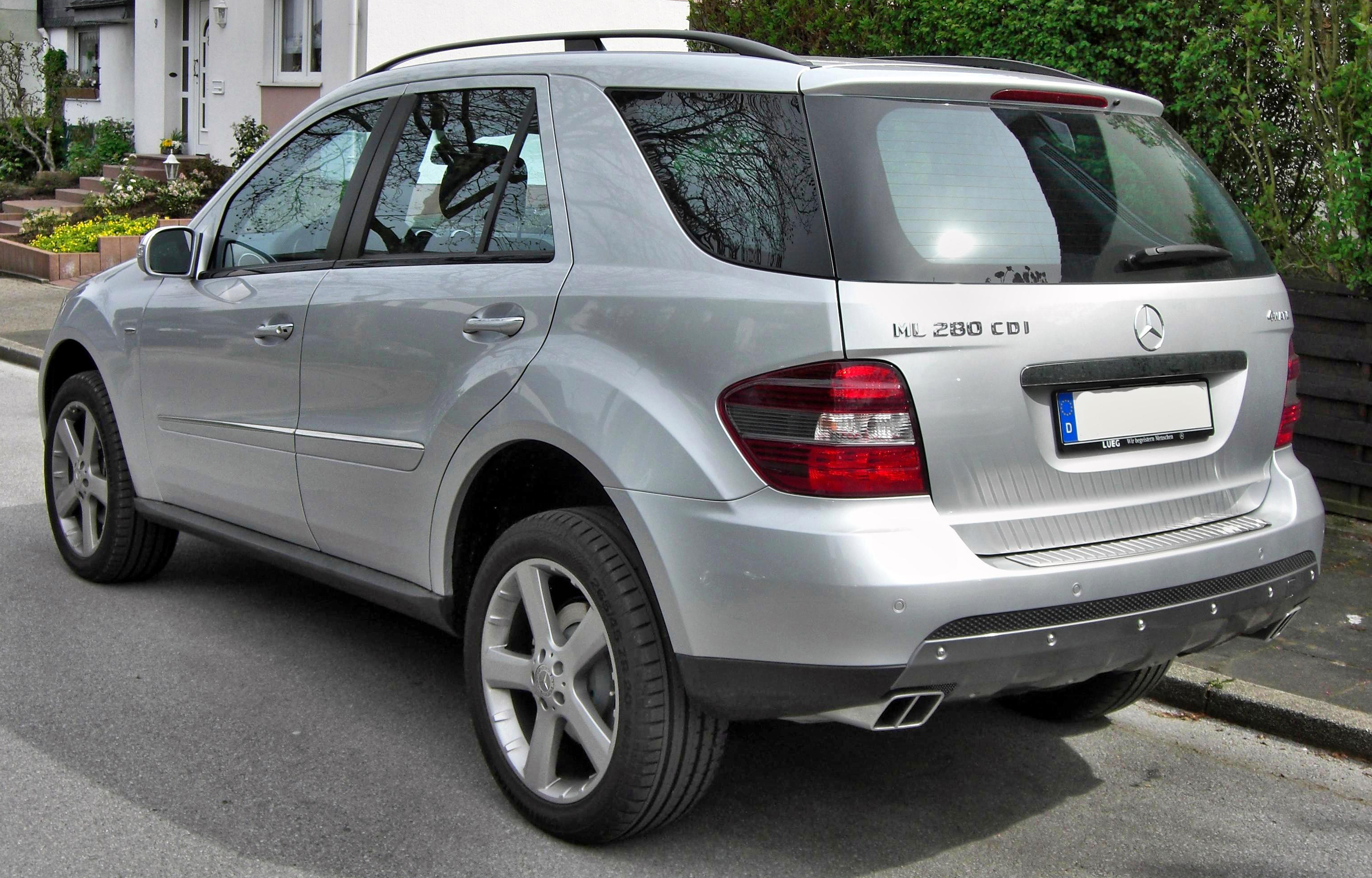
Vue arrière

### Modèle spécial Grand Edition
De mai 2010 jusqu'à la fin de la production en juin 2011, le modèle spécial Grand Edition était proposé. Ce modèle était reconnaissable à ses phares assombris, ses feux de jour à LED et sa calandre AMG. De plus, une protection de soubassement en aluminium a été installée à l'avant et à l'arrière de ce modèle spécial. De plus, il comprenait des feux arrière assombris, un verre athermique bleu et des jantes alliage de 19 pouces à rayons en Y.

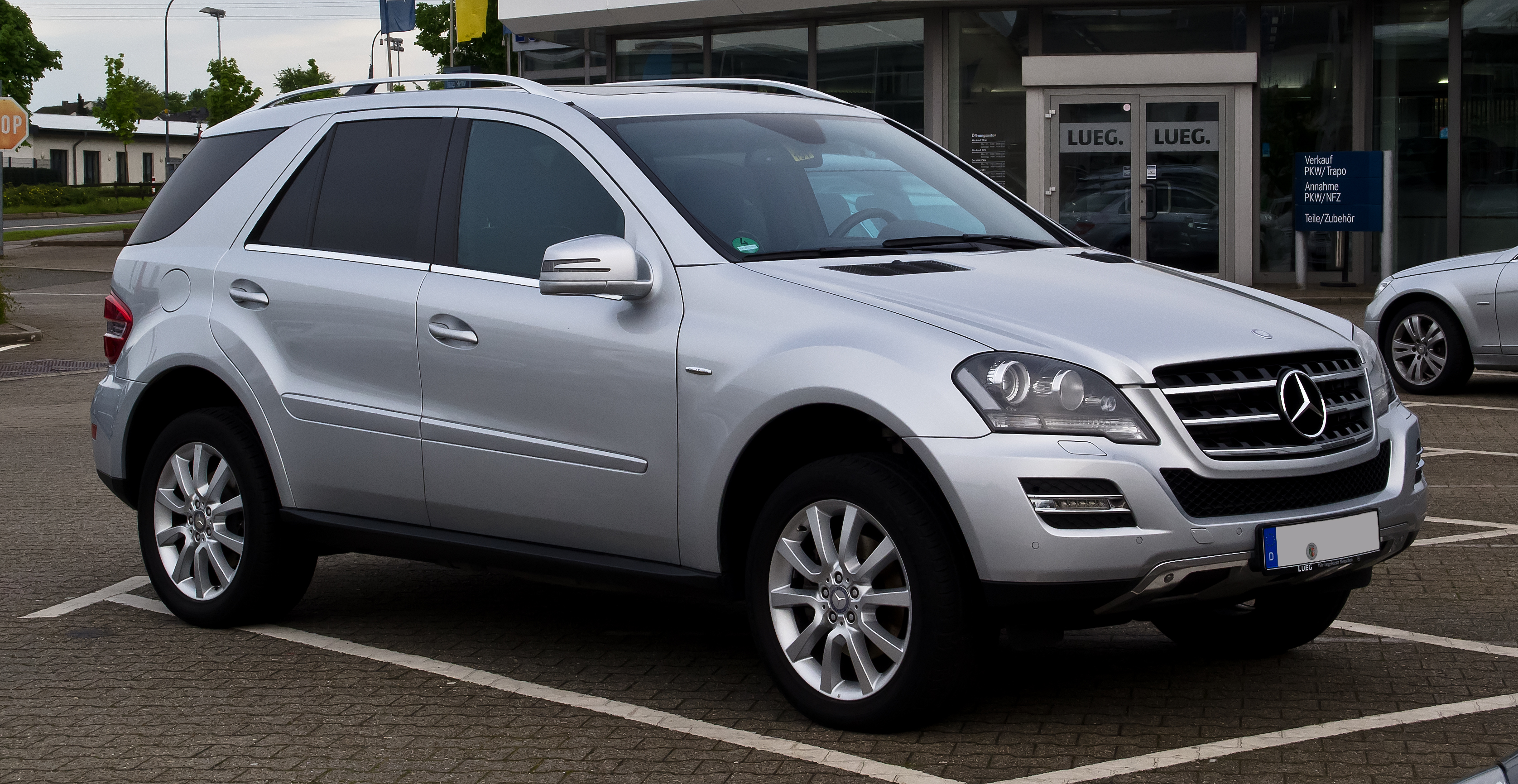
ML 350 CDI Grand Edition (2010–2011)
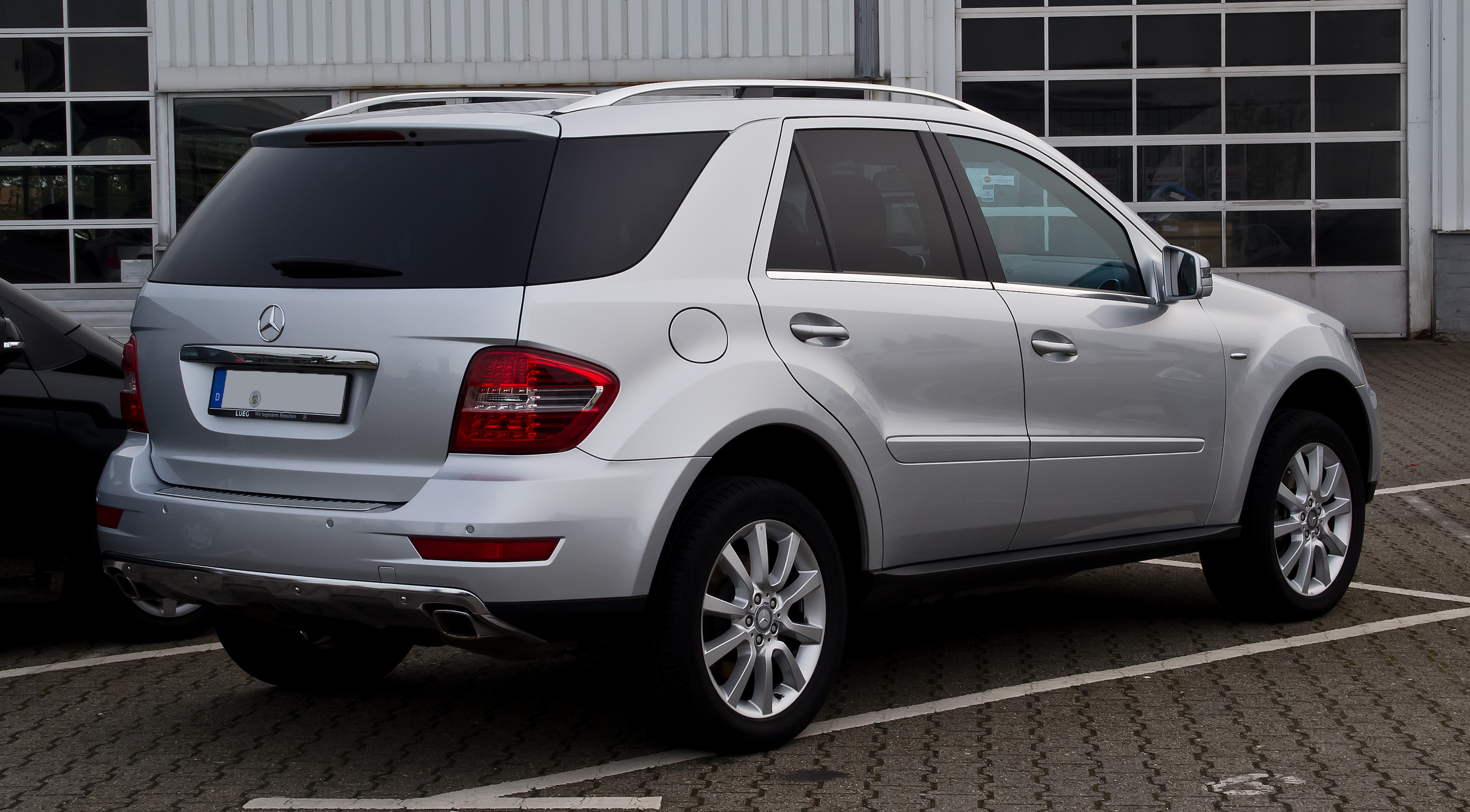
Vue arrière

### Lifting
Le lifting a été présenté fin avril 2008 et livré à partir de l'automne 2008. Les modèles ML 63 AMG étaient livrés à partir de janvier 2009. Un pare-chocs et des phares révisés avec un bord inférieur révisé ont déterminé la vue de face révisée du SUV. La calandre était désormais plus grande, plus basse et structurée par trois larges lamelles noires avec des bouches d'aération angulaires et des bords chromés. Des phares antibrouillard extérieurs éloignés et un pare-buffle redessiné le faisaient paraître plus large. L'arrière a reçu un pare-chocs redessiné avec des réflecteurs intégrés et des feux de recul en verre fumé. Les rails de toit et les rétroviseurs extérieurs plus grands faisaient partie de l'équipement standard.
À l'intérieur, il y avait un nouveau volant multifonction en cuir à quatre branches avec des applications brillantes chromées et des palettes de changement de vitesse standard. Les garnitures de porte étaient recouvertes de similicuir et les sièges pouvaient être équipés d'un support lombaire à quatre niveaux si nécessaire. De plus, le Classe M était équipé de série du système de protection préventive des occupants PreSafe et des appuie-tête NeckPro.

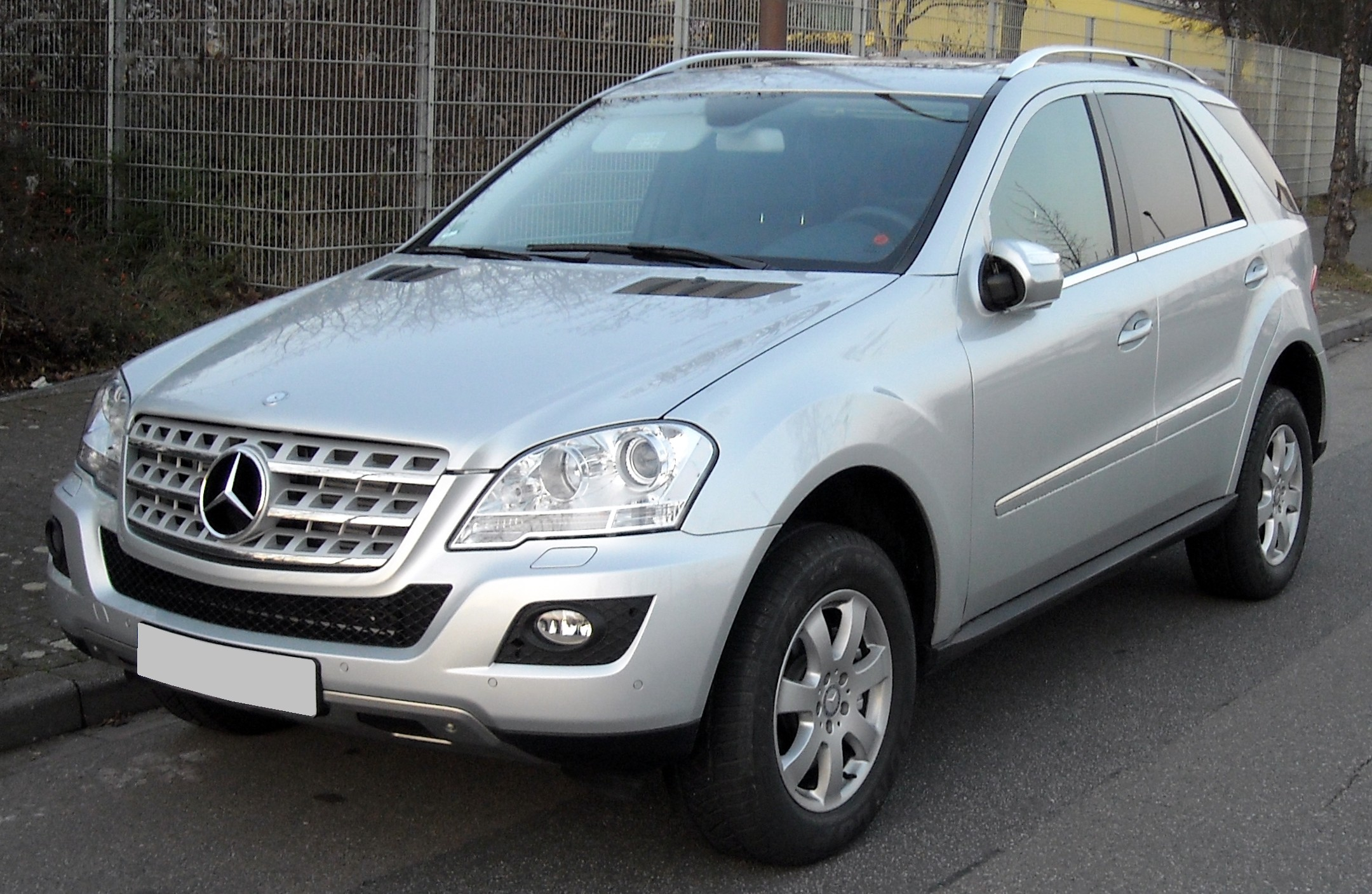
ML 320 CDI (2008–2009)
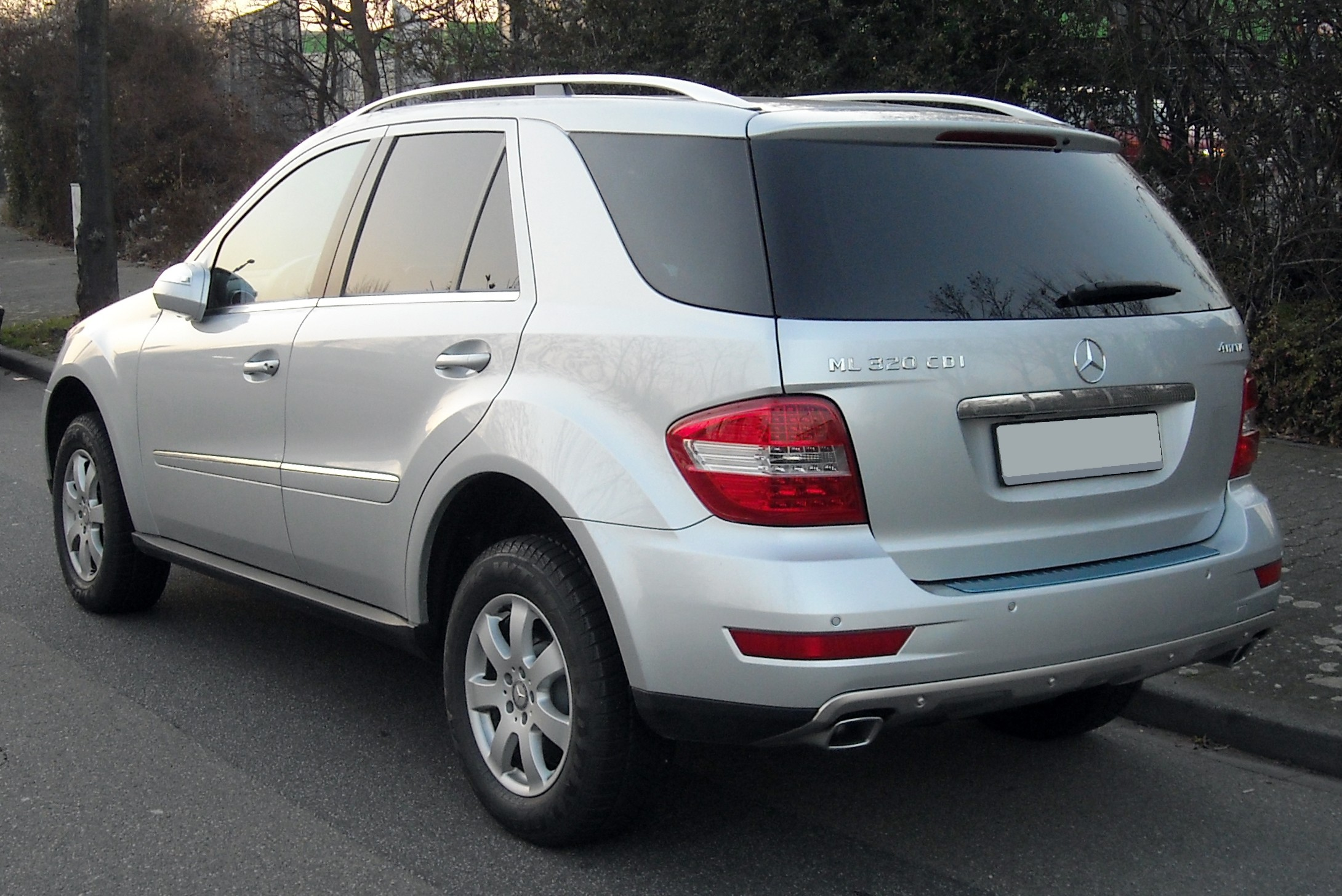
Vue arrière